# Soundtrack to a Coup d'Etat
Soundtrack to a Coup d'Etat (en català, Banda sonora per a un cop d'estat) és un documental de 2024 dirigit per Johan Grimonprez sobre l'episodi de la Guerra Freda que va dur als músics estaunidencs Abbey Lincoln i Max Roach a assaltar el Consell de Seguretat de les Nacions Unides per protestar contra l'assassinat del polític i líder congolès Patrice Lumumba. El llargmetratge conté fragments narrats de llibres com ara My country, Africa d'Andrée Blouin, Congo Inc. d'In Koli Jean Bofane, To Katanga and back de Connor Cruise O'Brien i part de les memòries gravades de Nikita Khrushchev.
El film es va estrenar el 22 de gener de 2024 al Festival de cinema Sundance. El 23 de gener de 2025 es va desvetllar que havia estat nominat a la categoria de millor documental dels 97ens premis Oscar.

## Argument
Un matí de febrer de 1961, la cantant Abbey Lincoln i el bateria Max Roach van assaltar el Consell de Seguretat de les Nacions Unides per protestar per l'assassinat del primer ministre Patrice Lumumba del recentment independent Congo. A fora, seixanta manifestants cridaven proclames i provocaven una escaramussa contra els guàrdies, que no estaven preparats, davant la mirada impotent i commocionada dels diplomàtics.
Sis mesos abans, setze països africans recentment independents van ser admesos a les Nacions Unides, allunyant el vot majoritari de les antigues potències colonials. El líder soviètic Nikita Khrusxov va parlar en oposició a la presa de poder neocolonial que s'estava desenvolupant a la República del Congo (l'actual República Democràtica del Congo, coneguda també fins al 1966 com a Congo-Léopoldville) i va denunciar la segregació racial dels Estats Units i la complicitat de l'ONU en el derrocament de Lumumba, demanant la descolonització immediata de tot el món.
Per mantenir el control sobre les riqueses del que abans era el Congo Belga, el rei Balduí de Bèlgica va trobar un aliat a l'administració d'Eisenhower, que temia perdre l'accés a una de les reserves d'urani més grans conegudes del món, un recurs molt important per a la creació de bombes atòmiques. Així, Congo-Léopoldville va ocupar un lloc protagonista tant de la Guerra Freda com del pla de control de l'ONU. El Departament d'Estat dels EUA va passar a l'acció enviant l'ambaixador del jazz Louis Armstrong a guanyar-se els cors dels africans i, sense voler-ho, va acabar esdevenint la cortina de fum per desviar l'atenció del primer cop d'estat postcolonial de l'Àfrica. Aquest pronunciament va provocar l'assassinat del primer líder del Congo escollit democràticament.
El revolucionari afroamericà Malcom X es va manifestar en suport a Lumumba i els seus esforços de crear els Estats Units de l'Àfrica alhora que va replantejar la lluita per la llibertat dels afroamericans com una lluita no pels drets civils sinó pels drets humans, amb l'objectiu de presentar el seu cas davant l'ONU. Mentrestant, els ambaixadors negres del jazz actuen sense saber-ho enmig d'agents encoberts de la CIA i persones com Armstrong, Nina Simone, Duke Ellington, Dizzy Gillespie i Melba Liston s'enfronten a un dolorós dilema: el de representar un país on la segregació racial encara és llei.
El jazz i la descolonització s'entrellacen en aquest episodi oblidat de la Guerra Freda, on els grans músics van pujar a l'escenari polític i els polítics oprimits van prestar la seva veu com a cantants inadvertits. Aquesta història de soscavar l'autodeterminació africana s'explica des de la perspectiva de l'activista i política dels drets de les dones de la República Centreafricana Andrée Blouin, el diplomàtic irlandès i enfant terrible Conor Cruise O'Brien, l'escriptor belga-congolès In Koli Jean Bofane i la veu de l'ex-president soviètic Nikita Khrusxov.

## Aparicions destacades
- Louis Armstrong, músic de jazz
- Dizzy Gillespie, músic de jazz
- Abbey Lincoln, música de jazz
- Max Roach, músic de jazz
- Nina Simone, música de jazz
- Miriam Makeba, música de jazz
- John Coltrane, músic de jazz
- Duke Ellington, músic de jazz
- Melba Liston, música de jazz
- Eric Dolphy, músic de jazz
- Charles Mingus, músic de jazz
- Ornette Coleman, músic de jazz
- Le Grand Kallé, músic d'African Rumba
- Rock-a-Mambo, músic d'African Rumba
- Dr. Nico, músic d'African Rumba
- Marie Daulne, música belga-congolesa
- Patrice Lumumba, primer ministre congolès
- Eddy Wally, músic congolès
- Willis Connover, veu radiofònica estatunidenca
- René Magritte, pintor belga
- Andrée Blouin, pan-africanista
- Dag Hammarskjöld, secretari general de les Nacions Unides (1953-1961)
- Nikita Khrusxov, president soviètic (1958-1964)
- In Koli Jean Bofane, novel·lista
- Malcom X, activista pels drets humans
- Conor Cruise O'Brien, diplomàtic irlandès
- Allen Dulles, director de la CIA (1953-1961)
- John F. Dulles, secretari d'estat dels EUA (1953 - 1959)

## Producció
Una de les inspiracions de Johan Grimonprez per fer la pel·lícula va ser la seva fascinació per l'incident de la sabata de Nikita Khrusxov. La pel·lícula, feta íntegrament amb imatges d'arxiu, es va editar amb Adobe Premiere Pro i es va corregir el color amb DaVinci Resolve.

## Estrena i recepció
La pel·lícula es va estrenar al Festival de Cinema de Sundance de 2024 en el marc del Concurs Mundial de Documentals on va rebre el Premi Especial del Jurat a la Innovació Cinematogràfica. Va ser escollida com una de les "10 millors pel·lícules del Festival de Cinema de Sundance 2024" per la revista Rolling Stone. També es va projectar a la Quinzena del Director del MoMa i a l'edició de 2024 del Cinéma du Réel.
El llargemtratge també va rebre nominacions als Premis Gotham, als Critics Choice Doc Awards, als Cinema Eye Honors, als European Film Awards, als IDA Doc Awards i als Film Independent Spirit Awards en la categoria de Millor Documental. També es va incloure a la llista "Les 10 millors pel·lícules del 2024" del New York Times.